# Ракетний удар по багатоповерхівках на вулиці Героїв Крут у Сумах
Ввечері 17 листопада 2024 року російськими військами близько 20:37 було завдано ракетного удару балістичною ракетою Іскандер по житлових 10-поверхових будинках номер 38 і 36, по вул. Героїв Крут у місті Суми, . Внаслідок цього загинуло 12 осіб, ще 89 постраждали. Що стало найбільшою трагедією за кількістю цивільних жерт 2024 року у місті Суми (12 з 40 загиблих протягом року внаслідок російських обстрілів).

## Наслідки
Загинуло 12 осіб (з них 2 дитини), поранено близько 89 осіб. З будинів в які поцілила ракета було евакуйовано понад 400 осіб.
- Ліквідація наслідків влучання ракети
- Вечір удару
- Наступного дня

## Реакції
- Президент України Володимир Зеленський висловив співчуття родинам і близьким загиблих, та заявив, що злочинець має понести покарання[7].